# Darağacında Üç Fidan
Darağacında Üç Fidan (Drei Setzlinge am Galgen) ist ein Buch des türkischen Journalisten Nihat Behram über Deniz Gezmiş, Yusuf Aslan und Hüseyin İnan, die 1972 in der Türkei hingerichtet wurden.
Das Werk behandelt das Leben dieser drei jungen Männer, die zu den prägenden Persönlichkeiten der bewaffneten marxistisch-leninistischen Untergrundorganisation Volksbefreiungsarmee der Türkei gehörten. Es erzählt detailliert den Weg, den sie einschlugen, und die Schwierigkeiten, die sie bis zur Hinrichtung erlebten.
Das Buch bietet nicht nur eine biografische Darstellung, sondern gibt auch Einblicke in die politische und gesellschaftliche Atmosphäre in der Türkei Ende der 1960er und Anfang der 1970er Jahre. Es beleuchtet die Unterdrückung durch den Staat.

## Textfassungen
- Darağacında Üç Fidan. Gendaş, Istanbul 1999, ISBN 9757809861